# Budynek Bydgoskiego Zespołu Placówek Opiekuńczo-Wychowawczych Traugutta 5 w Bydgoszczy
Budynek Bydgoskiego Zespołu Placówek Opiekuńczo-Wychowawczych Traugutta 5 w Bydgoszczy – zabytkowy sierociniec położony przy ul. Traugutta 5 w Bydgoszczy.

## Położenie
Budynek znajduje się na osiedlu Szwederowo, na skraju Zbocza Bydgoskiego.

## Historia
Budynek został wzniesiony w latach 1905–1907 z fundacji Heinricha Dietza. Radny i radca miejski Heinrich Dietz w swym testamencie z 8 sierpnia 1901 roku (zmarł 11 sierpnia 1901 roku) ustanowił fundację na rzecz budowy domu sierot w Bydgoszczy. Zapisał w tym celu, do dyspozycji władz miasta, kwotę 400 tys. marek. 
Zapisana suma była na tyle wysoka, że konieczne stało się uzyskanie zgody cesarza Niemiec Wilhelma II. W dniu 4 sierpnia 1903 r. cesarz wydał zezwolenie na realizację fundacji.
Na lokalizację domu wyznaczono teren na południowej skarpie miasta, obok ulicy Wiatrakowej. Projekt wykonał miejski radca budowlany Carl Meyer. Do budowy przystąpiono w połowie 1905 r., zaś uroczyste przekazanie budynku do użytku nastąpiło 18 lipca 1907 roku. W uroczystości, oprócz władz miejskich i rejencji, uczestniczyli również przedstawiciele kościoła katolickiego i ewangelickiego. Obok domu mieszkalnego wzniesiono osobny budynek, mieszczący sale zabaw, gimnastyczną oraz pomieszczenia gospodarcze. Na potrzeby domu miasto przekazało przyległy teren o powierzchni 2 ha z przeznaczeniem na ogród warzywny i sad. W budynku urządzono 10 pokoi, 2 sale sypialne, 2 sale do nauki i robót ręcznych, salę przeznaczoną na ochronkę, a także kaplicę i kuchnię.
Był to pierwszy Dom Sierot w Bydgoszczy. Przewidziano go dla 30-40 dzieci od 6 do 16 lat. Opiekę nad nimi sprawowała rodzina opiekuńcza, która zajmowała się ich wychowaniem. Mieszkała ona również w tym domu i miała do dyspozycji personel pomocniczy. Dzieci uczęszczały do szkoły powszechnej na terenie miasta. Po jej ukończeniu, podejmowały naukę zawodu u miejscowych rzemieślników.
Wyrazem uznania dla charytatywnej działalności fundatora placówki było nazwanie w 1908 roku ulicy, przy której stanął dom, jego imieniem - Heinrich Dietz Strasse.
W okresie międzywojennym dom użytkowano zgodnie z przeznaczeniem. Mieścił się w nim Przytułek dla Sierot im. Henryka Dietza. W 1923 r. magistrat Miasta Bydgoszczy podpisał umowę ze Zgromadzeniem Sióstr Miłosierdzia z Chełmna przekazując mu prowadzenie domu. W okresie okupacji hitlerowskiej Niemcy urządzili w budynku siedzibę dla organizacji Hitlerjugend.
Po II wojnie światowej nazwę ulicy zmieniono na ul. Romualda Traugutta. W dawnym domu sierot mieścił się Państwowy Dom Dziecka o charakterze świeckim. W 1974 r. przebywało w nim ok. 100 wychowanków, w większości tzw. sierot społecznych, z domów rozbitych i moralnie zagrożonych.
W 1978 r. Dom Dziecka przekształcono w Pogotowie Opiekuńcze, a w 2006 r. w Bydgoski Zespół Placówek Opiekuńczo-Wychowawczych, który połączył wszystkie placówki sprawujące opiekę nad dziećmi z terenu miasta Bydgoszczy. W 2010 r. były to placówki przy: Traugutta 5, Toruńskiej 272, Stolarskiej 2, Wyzwolenia 103 i Bora Komorowskiego 57 (grupy usamodzielniania).
W 1996 r. w ramach obchodów jubileuszu 650-lecia Bydgoszczy, na murze ogrodzenia umieszczono tablicę pamiątkową dedykowaną pamięci Heinricha Dietza – fundatora sierocińca. W uroczystości jej odsłonięcia uczestniczyli przedstawiciele byłych mieszkańców Bydgoszczy pochodzenia niemieckiego, którzy działają w Związku Bydgoszczan w Wilhelmshaven. Tablica zawiera wizerunek fundatora, a napis jest dwujęzyczny, w języku polskim oraz niemieckim.
W 2019 rozpoczęto prace konserwatorskie elewacji (o szerokości 44 m), zakładające m.in. oczyszczenie i konserwację cegieł, wymianę uszkodzonych elementów oraz wymianę zapraw, które nie uwzględniały zabytkowego charakteru obiektu. Przegląd przejdzie też system rynien.

## Architektura
Budynek posiada historyzujące elewacje z czerwonej cegły, urozmaicone tynkowanymi płycinami. Jest piętrowy, podpiwniczony, z poddaszem, nakryty dachami dwuspadowymi. Bryła obiektu jest symetryczna, z bocznymi skrzydłami zwieńczonymi szczytami schodkowymi. Okna zamknięte są łukami odcinkowymi.